# Dominique Heintz
Dominique Heintz (* 15. srpna 1993, Neustadt an der Weinstraße, Německo) je německý fotbalový obránce, v současnosti hraje v německém klubu 1. FC Kaiserslautern. Hraje na postu stopera, čili středního obránce.

## Klubová kariéra
Heintz je odchovancem 1. FC Kaiserslautern, kde působil v mládežnických týmech i rezervě.

## Reprezentační kariéra
Dominique Heintz nastupoval za německé reprezentace U18, U19, U20 a U21.
Trenér Horst Hrubesch jej nominoval na Mistrovství Evropy hráčů do 21 let 2015 konané v Praze, Olomouci a Uherském Hradišti.